# МКС-1
МКС-1 — первая долговременная экспедиция Международной космической станции. Экспедиция с экипажем из трёх человек продлилась 136 дней, со 2 ноября 2000 по 19 марта 2001 года. Она стала началом непрерывного присутствия людей на станции.

## Экипаж
| Должность   | Член экипажа                   | № полёта | Корабль доставки | Корабль отбытия |
| ----------- | ------------------------------ | -------- | ---------------- | --------------- |
| Командир    | Уильям Шеперд, НАСА            | 4        | «Союз ТМ-31»     | STS-102         |
| Пилот       | Юрий Гидзенко, РГНИИ ЦПК       | 2        | «Союз ТМ-31»     | STS-102         |
| Бортинженер | Сергей Крикалёв, РКК «Энергия» | 5        | «Союз ТМ-31»     | STS-102         |

### Дублирующий экипаж
| Должность   | Член экипажа                |
| ----------- | --------------------------- |
| Командир    | Кеннет Бауэрсокс, НАСА      |
| Пилот       | Владимир Дежуров, РГНИИ ЦПК |
| Бортинженер | Михаил Тюрин, РКК «Энергия» |

ИсточникРКК «Энергия»

## Общая информация
2 ноября 2000 года на российском корабле «Союз» на станцию прибыл её первый долговременный экипаж. Три члена первой экспедиции МКС, успешно стартовав 31 октября 2000 года с космодрома Байконур в Казахстане на корабле «Союз ТМ-31», произвели стыковку с сервисным модулем МКС «Звезда». Пробыв четыре с половиной месяца на борту МКС, участники экспедиции вернулись 21 марта 2001 года на Землю, на американском космическом челноке «Дискавери STS-102». Экипаж выполнял задачи по сборке новых компонентов станции и в том числе подключение к орбитальной станции американского лабораторного модуля «Дестини». Также они проводили различные научные эксперименты.
Первая команда, отпраздновавшая на станции зимние праздники.

## Некоторые подробности
Первая экспедиция стартовала с той же стартовой площадки космодрома Байконур, с которой 50 лет назад отправился в полёт Юрий Гагарин, чтобы стать первым человеком, полетевшим в космос. Трёхступенчатая трёхсотдесятитонная ракета-носитель «Союз-У» подняла корабль «Союз ТМ-31» и экипаж на околоземную орбиту, спустя примерно 10 минут после старта дав возможность Юрию Гидзенко начать серию манёвров сближения с МКС. Утром 2 ноября, около 9 часов 21 минуты по всемирному координированному времени корабль пришвартовался к стыковочному узлу сервисного модуля «Звезда» со стороны орбитальной станции. Спустя девяносто минут после стыковки Шеперд открыл люк «Звезды», и члены команды впервые вошли в комплекс.
Их первоочередными задачами были: запуск устройства разогрева пищи в камбузе «Звезды», настройка спальных помещений и установка связи с обоими ЦУПами: в Хьюстоне и подмосковном Королёве. Экипаж связался с обеими командами наземных специалистов с помощью российских передатчиков, установленных в модулях «Звезда» и «Заря», и передатчиком на сверхвысоких частотах, установленном в модуле «Юнити», который использовался до этого в течение двух лет американскими диспетчерами для управления МКС и считывания системных данных станции, когда российские наземные станции находились вне зоны приёма.

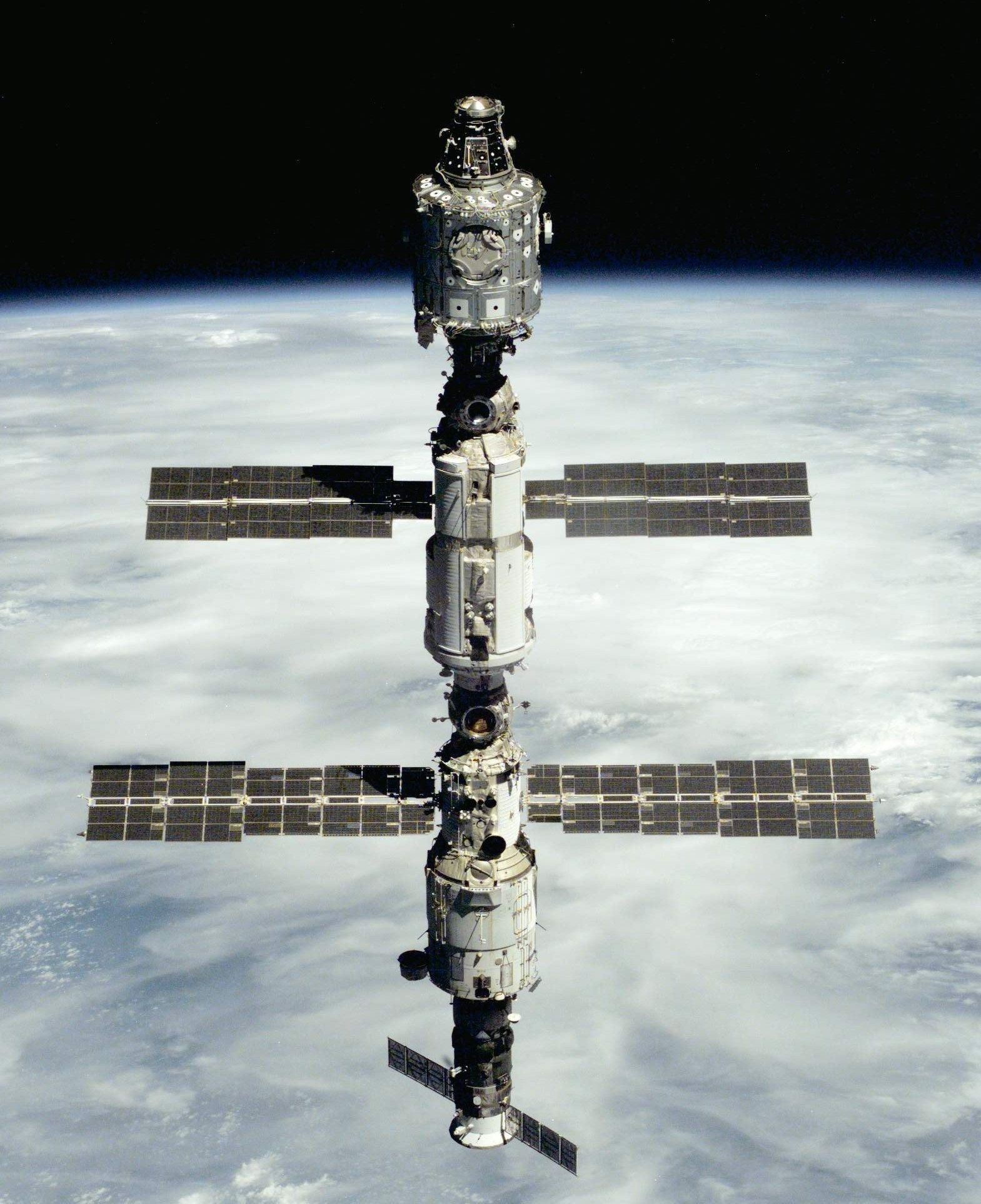
Конфигурация МКС во время прибытия первой экспедиции. Модули станции (сверху вниз): «Юнити», «Заря» и «Звезда»

В первые недели, проведённые на борту, члены экипажа активировали главные узлы системы жизнеобеспечения и расконсервировали всевозможное станционное оборудование, портативные компьютеры, спецодежду, офисные принадлежности, кабели и электрооборудование, оставленное для них предыдущими экипажами шаттлов, которые провели ряд транспортных экспедиций снабжения к новому комплексу за прошедшие два года.
За всё время пребывания, в течение четырёх месяцев, Гидзенко, Крикалёв и Шэперд три раза принимали гостей с посещавших их шаттлов, которые доставляли большие солнечные (фотоэлектрические) батареи американского производства, чтобы усилить энергетические возможности МКС, и много другого разнообразного оборудования. В частности, второй прибывший шаттл, «Атлантис STS-98», привёз на станцию лабораторный модуль «Дестини» для того, чтобы уже второй экипаж МКС начал на нём проводить научные исследования.
Обустраивая их новый дом, Гидзенко, Крикалёв и Шеперд готовили почву для длительного пребывания землян в космосе и обширных международных научных исследований, по крайней мере, на следующие 15 лет.

## Ход экспедиции

### Принятые грузовые корабли
- «Прогресс М1-4», старт 16 ноября 2000 года, стыковка к надирному узлу модуля «Заря» 18 ноября 2000 года.
- «Прогресс М-44», старт 26 февраля 2001 года, стыковка к кормовому узлу модуля «Звезда» 28 февраля 2001 года.

### Отстыкованные грузовые корабли
- «Прогресс М1-4», отстыковка и вход в плотные слои атмосферы 08 февраля 2001 года.

### Перестыковки кораблей
- «Прогресс М1-4», отстыковка 1 декабря 2000 года для освобождения места для приёма шаттла «Индевор», повторная стыковка к надирному узлу модуля «Заря» 26 декабря 2000 года.
- «Союз ТМ-31», отстыковка и повторная стыковка к надирному узлу модуля «Заря» 24 февраля 2001 года.

### Экспедиции посещения
- STS-97 (Endeavour), старт 1 декабря 2000 года, стыковка 2 декабря 2000 года, отстыковка 9 декабря 2000 года, посадка 12 декабря 2000 года. Доставка на МКС правой секции основной фермы Р6 с двумя солнечными батареями. Экипаж шаттла выполнил три выхода в открытый космос для проведения монтажных работ на поверхности МКС (выходы совершены из шаттла).
- STS-98 (Atlantis), старт 7 февраля 2001 года, стыковка 9 февраля 2001 года, отстыковка 16 февраля 2001 года, посадка 20 февраля 2001 года. Доставка на МКС американского лабораторного модуля «Дестини» (Destiny — «Судьба») и стыковка его с модулем «Юнити» МКС (вместо PMA-2), PMA-2 переставлен на противоположный конец модуля «Дестини». Экипаж шаттла выполнил три выхода в открытый космос для проведения монтажных работ на поверхности МКС (выходы совершены из шаттла).
- STS-102 (Discovery), старт 8 марта 2001 года, стыковка 10 марта 2001 года, отстыковка 19 марта 2001 года, посадка 21 марта 2001 года. Дооснащение МКС с использованием грузового модуля MPLP «Леонардо». Доставка экипажа МКС-2 и возвращение экипажа МКС-1. Экипаж шаттла выполнил два выхода в открытый космос для проведения монтажных работ на поверхности МКС (выходы совершены из шаттла).